# Zakithi Nene
Zakithi Nene, né le 2 avril 1998 à Ladysmith, est un athlète sud-africain spécialiste du 400 mètres.

## Biographie
Il remporte la médaille d'argent du relais 4 × 400 m lors des championnats d'Afrique 2018 à Asaba. 
Il participe en 2021 aux Jeux olympiques de Tokyo et s'incline en séries du 400 m et du relais 4 × 400 m. Il termine au pied du podium du 400 m lors des championnats d'Afrique 2022. Il descend pour la première fois sous les 45 secondes le 5 juin 2022 à Chorzów en réalisant le temps de 44 s 92, puis porte son record personnel à 44 s 74 le 8 septembre lors du meeting de Zurich.
Il égale son record personnel de 44 s 74 le 16 juillet 2023 à Chorzów.
En 2024, Zakithi Nene décroche la médaille d'argent du 4 × 400 m des Relais mondiaux à Nassau. Il termine 5e du 4 × 400 m des Jeux olympiques en 2 min 58 s 12, record national.

## Palmarès
| Date | Compétition            | Lieu         | Résultat | Épreuve   | Temps         |
| ---- | ---------------------- | ------------ | -------- | --------- | ------------- |
| 2018 | Championnats d'Afrique | Asaba        | 2e       | 4 × 400 m | 3 min 3 s 50  |
| 2019 | Universiade            | Naples       | 2e       | 4 × 400 m | 3 min 3 s 23  |
| 2022 | Championnats d'Afrique | Saint-Pierre | 4e       | 400 m     | 45 s 54       |
| 2024 | Relais mondiaux        | Nassau       | 2e       | 4 × 400 m | 3 min 0 s 75  |
| 2024 | Jeux olympiques        | Paris        | 5e       | 4 × 400 m | 2 min 58 s 12 |

## Records
| Épreuve | Temps   | Lieu           | Date                             |
| ------- | ------- | -------------- | -------------------------------- |
| 400 m   | 44 s 74 | Zurich Chorzów | 8 septembre 2022 16 juillet 2023 |